# WarGames: Defcon 1
Wargames: Defcon 1 (на PC известна просто как WarGames) — компьютерная игра, разработанная компанией Interactive Studios и выпущенная в конце весны и на начале лета 1998 года компанией MGM Interactive для Sony PlayStation и PC. Хотя игра для консоли и ПК содержит одинаковую кампанию и содержание, однако геймплейно они отличаются. Так, для версии PlayStation представляет собой тактический шутер с элементами вождения, тогда как версия для ПК представляет собой стратегию в реальном времени.
Суть игры состоит в управлении боевой техникой (одновременно можно непосредственно брать под контроль только одну единицу) и выполнении заданий путём полного либо избирательного уничтожения вражеских войск с некоторыми вариациями. Название игры является отсылкой к фильму Военные игры (англ. WarGames) 1983 года, однако у самих игры и фильма немного общего.
В игре представлены две враждующие стороны: NORAD и WOPR, которые ведут полномасштабные боевые действия друг против друга (в фильме WOPR является суперкомпьютером, установленным в командном пункте NORAD, однако про выход его из-под контроля ничего не говорится). NORAD имеет в своём распоряжении «человеческие» войска (пехота, бронетехника, авиация), в то время как войска WOPR представляют собой роботизированные аппараты.

## Геймплей
Игрок управляет отдельной единицей техники. Каждая разновидность техники имеет основное и дополнительное оружие (второе может заменяться специальной способностью, например, камуфляжем). Боезапас дополнительного оружия ограничен и измеряется либо в единицах, либо в процентах. Пополнение боезапаса и ремонт производится путём вызова транспортного вертолёта.
Также доступно быстрое меню, в котором можно приказать подконтрольной единице вернуться на базу, вызвать все или определённый юнит, а также вызвать транспортный вертолёт при наличии поблизости компьютерного либо командного центра.
На месте уничтоженной вражеской техники или построек могут появляться различные бонусы, как-то: щит (истощается со временем и при попаданиях по игроку), увеличение наносимых игроком повреждений, ремонт, восполнение боезапаса.

## Игровые режимы
Варианты режимов представляют собой одиночную кампанию за одну из двух сторон, кооперативное прохождение совместно с другим игроком либо дуэль.

### Кампания
Каждая из кампаний состоит из 15 миссий, которые становятся сложнее по ходу продвижения. Перед каждой из миссий отображается экран загрузки, совмещённый с брифингом, где можно прочитать предпосылки к миссии, её общую цель, список выделенной техники, а также первую тактическую задачу. В каждой миссии может быть несколько задач, которые активируются по порядку, после выполнения предыдущей, и с которыми можно ознакомиться на этом же экране. Список предоставленной техники после начала миссии заменяется на справку, где можно прочитать описание всех видов техники и построек.
Задачи в миссиях бывают следующих типов:
- уничтожить все войска и здания противника в определённой локации;
- уничтожить определённый объект;
- доставить любой или определённый юнит в указанную локацию;
- предотвратить уничтожение объекта (как правило, нейтрального) вражескими войсками — по существу, разновидность первого типа.

### Кооператив и дуэль
Эти режимы предусмотрены для игры вдвоём. Экран разделяется диагонально, каждому игроку предоставляется своя миникарта.
Кооперативное прохождение кампании не вносит изменений в миссии.
В режиме дуэли каждый игрок получает в распоряжение одну из баз, расположенных в противоположных углах карты. Цель матча зависит от режима дуэли:
- Стандартный матч — цель состоит в уничтожении всей вражеской техники.
- Захват маркера — на вражеской базе установлен маркер, который, будучи захваченным и привезённым на базу игрока, восстанавливает его технику после уничтожения. Вернуть свой захваченный маркер можно, проехав по нему. Летающая техника не может захватывать маркеры; при уничтожении юнита, несущего маркер, последний падает на землю. Цель также состоит в уничтожении всей вражеской техники.
- Дуэль с восстановлением — уничтоженная техника восстанавливается на базе. Матч играется до тех пор, пока один из игроков не выйдет.

В режиме кампании присутствует фактор времени. Шкала, стилизованная под DEFCON, переходит с течением времени от статуса DEFCON 5 к статусу DEFCON 1. Шкала сдвигается в обратном направлении при уничтожении вражеской техники и зданий — таким образом, игра предполагает активные действия игрока. Если в течение определённого времени статус остаётся на отметке DEFCON 1, над войсками игрока пролетают бомбардировщики и уничтожают их, что приводит к поражению.

## Игровой движок
«WarGames: Defcon 1» использует трёхмерный игровой движок, который использует полигональные и реже спрайтовые объекты. Ландшафт уровней имеет зоны, различающиеся по свойствам (твёрдая земля, болота, замедляющие наземную технику, водоёмы), а также местами весьма крутой рельеф, непроходимый для наземной техники. В игре имеются уничтожаемые объекты.
Игра не использует карту памяти для сохранений, вместо этого после каждого пройденного уровня выдаётся пароль, представляющий собой поле для игры в крестики-нолики (ещё одна отсылка к фильму), заполненное символами четырёх кнопок контроллера PlayStation — кружок, крестик, квадрат, треугольник.

## Музыкальное сопровождение
Музыкальное сопровождение включает в себя треки, записанные в живую в исполнении оркестра. Композитор Томми Талларико.

## Отзывы и критика
| Сводный рейтинг | Сводный рейтинг |
| Агрегатор       | Оценка          |
| --------------- | --------------- |
| GameRankings    | 66,04 %         |

Популярнейший и авторитетнейший сайт в игровой индустрии GameSpot в своей рецензии на игру поставил ей оценку 7,6 баллов из 10 возможных со статусом «хорошо».
Журнал PlayStation: The Official Magazine поставил игре 4 балла из 5, а журнал Electronic Gaming Monthly — 7,12 баллов из 10.
На сайте Game Rankings общий рейтинг игры составляет 78,47 %, а на сайте MobyGames — 81 %.